# Doux (Deux-Sèvres)
Doux település Franciaországban, Deux-Sèvres megyében. Lakosainak száma 213 fő (2022. január 1.). Doux Thénezay, Cherves, Craon, Maisonneuve és Massognes községekkel határos.

## Népesség
A település népességének változása:
| Lakosok száma | 222  | 223  | 227  | 229  | 229  | 230  | 230  | 221  | 213  |
|               | 2013 | 2015 | 2016 | 2017 | 2018 | 2019 | 2020 | 2021 | 2022 |